# Vossloh G 6
De Vossloh G 6 is een drieassige dieselhydraulische rangeerlocomotief gemaakt door Vossloh. Het loctype werd gepresenteerd op InnoTrans 2008 als opvolger van de MaK G 762.

## Techniek
De G 6 is een rangeerlocomotief met modulaire opbouw, waardoor veel verschillende versies mogelijk zijn. Zo kan er gekozen worden voor verschillende motoren, verschillende maximumsnelheden (35 tot 80 km/h) en het wel of niet aanbrengen van crashbuffers.
Er zijn verschillende aandrijfmogelijkheden. Tot op heden zijn alleen locomotieven met één dieselmotor (ca. 700 kW) en een hydraulische overbrenging type L 3r4 z(s)eU2 van Voith geleverd. Op InnoTrans 2012 werd ook een dieselelektrische aangedreven versie gepresenteerd. Deze kan geleverd in meerdere varianten. Allereerst is er de G 6 DE met een grote dieselmotor. Een andere optie is de G 6 Multi Engine (ME), die over twee kleinere dieselmotoren beschikt (ca. 350 kW). Deze kleinere motoren hebben onder andere als voordeel dat ze koud gestart kunnen worden. Verder is er nog een hybride versie, met een kleinere dieselmotor en een batterij (type G 6 Hybrid) en een geheel elektrische variant (type G 6 BAT).
De machines voldoen aan de emissiestandaard Euro IIIb, die momenteel geld voor dergelijke voertuigen. De G 6 ME voldoet aan Euro V, door gebruik van motoren uit de sector waarvoor deze normen momenteel geleden.

## Inzet
De onderstaande tabel geeft een incompleet overzicht van eigenaren:
| Eigenaar                                | Aantal | Type  | Land      | Opmerkingen                                      |
| --------------------------------------- | ------ | ----- | --------- | ------------------------------------------------ |
| Vossloh                                 | 09     |       | Duitsland | prototypes, fabrieksvoorraad, deels voor verhuur |
| Verkehrsbetriebe Peine-Salzgitter (VPS) | 26     | G 6 D | Duitsland | 40 machines besteld, uitlevering tot 2016        |
| BASF                                    | 16     |       | Duitsland |                                                  |
| Zellstoffwerk Stendal                   | 02     |       | Duitsland |                                                  |
| skw. Priesteritz                        |        |       | Duitsland |                                                  |
| K+S                                     | 03     |       | Duitsland |                                                  |
| Evonik Industries                       | 01     |       | Duitsland |                                                  |
| northrail GmbH                          | 03     |       | Duitsland |                                                  |
| Captrain                                |        |       | Duitsland | 6 exemplaren besteld                             |